# Мости округу Медісон (роман)
Мости́ о́кругу Ме́дісон (англ. The Bridges of Madison County) — бестселер американського письменника Роберта Джеймса Воллера, видана 1992 року. Одна з найпопулярніших книг XX століття, у світі було продано понад 50 мільйонів її примірників.
Дія роману відбувається у серпні 1965 року. Італійка Франческа Джонсон живе разом із чоловіком-фермером і двома дітьми в окрузі Медісон. Раптово її монотонне життя змінюється завдяки зустрічі з Робертом Кінкейдом, 52-річним фотографом National Geographic, який приїхав до округу Медісон робити репортаж про місцеві мости. Вони палко закохуються один в одного, але на це кохання в них є лише 4 дні.
Книгу було екранізовано 1995 року режисером Клінтом Іствудом із Меріл Стріп у головній ролі.